# ツェリーナ (人工衛星)
ツェリーナ (ロシア語: Целина：未開拓地、もしくは「有望な土地」の意)はソビエト連邦およびロシア連邦の軍事目的の宇宙無電監視システムである。

## 概要
電波放出体の正確な位置やその型式、動作状態、どのような活動をしているかの把握が可能とされる。例えば、軍事作戦の準備は無線通信の活性を上げる可能性があり、宇宙監視システムによるこれらの通信の検出によって、軍事活動への早期警戒と他の手段で入手できないような警告を行える。
当初は"概要"(Overview)のツェリーナ-Oと"詳細"(Detailed)のツェリーナ-Dに分割されていたが、1980年ごろシステムが一つの衛星に統合されツェリーナ-Pとなり、これはツェリーナ-2としても知られている。このシステムは敵のレーダー装置の探知を主目標としている。
ツェリーナはコスモス衛星系の一部として番号付けされている。合計130機のツェリーナ衛星が打ち上げられている。
- ツェリーナ-O

コスモス-3Mロケットで打ち上げられた。
- ツェリーナ-D

初期はボストーク-2M、後にツィクロン-3で打ち上げられた。
- ツェリーナ-R

ツェリーナ-Dの改良型。全4機、ツィクロン-3で打ち上げられた。
- ツェリーナ-2

衛星はゼニット-2ロケットでの打ち上げのために設計されているが、最初の2機はゼニットが開発中であったため大型のプロトン-K/DM-2を利用して打ち上げられた。もっとも最近の打ち上げでは近代化されたゼニット-2Mが利用された。